# نامی اتوموتیو
نامی اتوموتیو (روسی: ФГУП «НАМИ») مرکز علمی دولتی فدراسیون روسیه و موسسه واحد دولتی فدرال روسیه با عنوان «موسسه مرکزی علوم‌تحقیقات موتور و خودرو» است، که در سال ۱۹۱۸ تأسیس شد و از سازمان‌های پیشرو در تحقیق و توسعه و خودروسازی در روسیه است. دفتر مرکزی و کارخانه این شرکت در شهر مسکو قرار دارند. 
موسسه مفتخر به دریافت نشان پرچم سرخ کار است.